# Big Maceo Merriweather
Big Maceo Merriweather (* 31. März 1905 in Atlanta; † 23. Februar 1953 in Chicago), eigentlich Major Merriweather, war ein einflussreicher US-amerikanischer Blues-Pianist.
Bereits in jungen Jahren spielte Merriweather Piano in Bars und auf Tanzveranstaltungen in Atlanta. Als er 19 war, zog die Familie nach Detroit, wo Merriweather bei Ford arbeitete.
Er heiratete Hattie Spruel, mit der er 1941 nach Chicago zog. Hier lernten sie Big Bill Broonzy und Tampa Red kennen, mit denen Merriweather seine ersten Aufnahmen machte. Unter den 14 aufgenommenen Titeln war der Worried Life Blues, der das bekannteste Stück von Big Maceo Merriweather werden sollte. Viele Größen des Blues, etwa Eric Clapton, haben den Titel später in ihr Repertoire aufgenommen oder in ihren eigenen Stücken verarbeitet (wie z. B. Little Walter und Muddy Waters).
In der Folge spielten Merriweather und Tampa Red häufig zusammen, begleitet von einem Schlagzeug und einem Bass. Diese Formation wurde das Grundmodell zahlreicher nachfolgender Gruppen, nicht nur im Blues.
Mit Ausbruch des Zweiten Weltkriegs war die erfolgreiche Karriere zunächst beendet. Merriweather zog zurück nach Detroit, trat jedoch weiter hin und wieder mit seinen alten Kollegen in Chicago auf.
Nach dem Krieg begann er wieder vermehrt aufzutreten, erlitt jedoch 1946 einen Schlaganfall, der ihn rechtsseitig lähmte. Bei seinen weiteren Auftritten musste er am Piano unterstützt werden, etwa von Eddie Boyd oder Otis Spann.
1949 hatte Big Maceo Merriweather einen zweiten Schlaganfall. Er starb am 23. Februar 1953 nach einem Herzinfarkt in Chicago und wurde in Detroit beigesetzt. 2002 wurde Big Maceo Merriweather in die Blues Hall of Fame aufgenommen, auch sein Titel Worried Life Blues wurde in die Hall of Fame aufgenommen.
| Personendaten    | Personendaten                         |
| ---------------- | ------------------------------------- |
| NAME             | Merriweather, Big Maceo               |
| ALTERNATIVNAMEN  | Merriweather, Major (wirklicher Name) |
| KURZBESCHREIBUNG | US-amerikanischer Blues-Musiker       |
| GEBURTSDATUM     | 31. März 1905                         |
| GEBURTSORT       | Atlanta                               |
| STERBEDATUM      | 23. Februar 1953                      |
| STERBEORT        | Chicago                               |